# Вістула(університет)

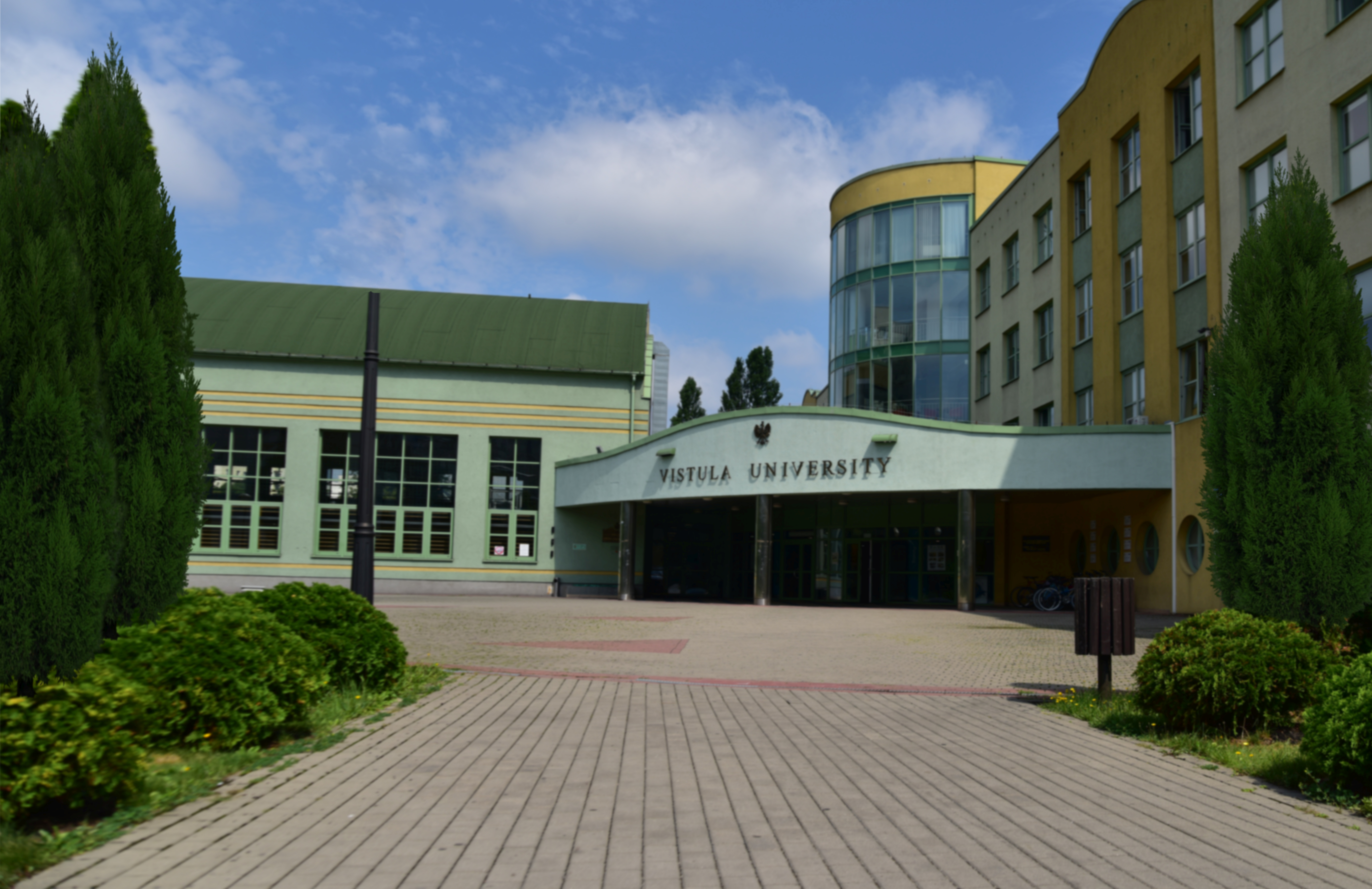

Vistula Academy of Finance and Business (AFiB Vistula)(Вістула Академія фінансів та бізнесу)- недержавний академічний університет у Варшаві, заснований у 1991 році під назвою Університет страхування та банківської справи. У січні 1992 року він був внесений до реєстру недержавних університетів Міністерства національної освіти і спорту під номером 2 Його філією є Академія. A. Gieysztor у Пултуську. У рейтингу Perspektywy 2024 посідає 4 місце серед недержавних університетів. Університет має право присуджувати докторські ступені з дисциплін економіки та фінансів, історії, наук про управління якістю та політичних і адміністративних наук. налічує 10 800 студентів

## ІСТОРІЯ
1991 - Фонд сприяння страхуванню створює Університет страхування та банківської справи.1992 - Університет страхування та банківської справи внесено до реєстру недержавних університетів Міністерства народної освіти та спорту.2005 - Сенат Університету страхування та банківської справи приймає рішення про зміну назви університету на Академію фінансів.2012 - Vistula University (раніше Університет економіки та інформаційних технологій у Варшаві - WSE-I) приєднується до Академії фінансів, і в той же час назва Академії фінансів змінюється на Vistula Academy of Finance and Business.2014 – AFiB Vistula включає Європейську академію мистецтв у Варшаві.
2015 – AFiB Vistula включає Університет менеджменту у Варшаві.Ректори у 2000–2019 років 2000-2010 – проф. доктор філософії Павло Божек2010-2014 – к.т.н. Кшиштоф Рибінський
2014–2016 – д-р Марек Кульчицький2016–2019 – проф. доктор філософії Вітольд Орловський
2019 р. – асп. Вавжинець Конарський

## Група університетів Vistula[4]
Vistula University of Finance and Business разом із Vistula Warsaw School of Tourism and Hotel Management (колишня Варшавська школа туризму та рекреації) утворюють ядро групи університетів Vistula. У 2014 році до них приєдналася Wrocław Academy of Business in Applied Sciences, а в 2018 році Академія гуманітарних наук. A. Gieysztor у Пултуську та Olsztyńska Szkoła Wyższa im. Юзеф Русецький.
Навчається в Vistula Academy of Finance and Business(Вістула академія фінансів та бізнесу) 
Університет пропонує навчання польською та англійською мовами: програми бакалавра, магістра, інженерії, докторантури, аспірантури та MBA. Проводить їх в очному, заочному та онлайн режимі.

## Сфери освіти[5]
Аналітика бізнесу та безпеки Архітектура Журналістика та соціальні комунікації Економіка Філологія (англійська та іспанська) Фінанси та бухгалтерський облік з акредитацією АССА Графіка, Інформаційні технології Мовний консультант у бізнесі Логістика Психологія в бізнесі Міжнародні відносини Азіатські дослідження: Японія, Корея, В'єтнам управління
Акредитації та сертифікати
АССА, CIMA, CEEMAN Глобальний центр акредитації PMI для освітніх програм з управління проєктами Акредитація Євростату HR Excellence in Research Структура

## Структура[6]
- Факультет бізнесу та міжнародних відносин

- Факультет філології та журналістики

- Вивчення іноземної мови

- Факультет інформатики, графіки та архітектури

- науково-дослідний центр

## Органи влади
Ректор: д-р хаб. Вавжинець Конарський Проректор зі студентських питань: доктор Давут Хан Аслан Проректор з якості освіти: д-р Гжегож Матеа Проректор з науки: д.х.н. інженер Пйотр Ф. Боровський